# Симоносекский договор
Симоносекский договор (яп. 下関条約 симоносэки дзё: яку, в Китае известный как Договор Магуань, кит. трад. 馬關條約, упр. 马关条约, пиньинь Mǎ guān tiáoyuē) — неравноправный договор, заключённый между Японской империей и маньчжурской Империей Цин 5 (17) апреля 1895 года в городе Симоносеки в результате поражения Китая в японо-китайской войне 1894—1895. Положил начало борьбе империалистических держав за территориальное расчленение Маньчжурии и Китая и явился важным этапом превращения страны в полуколонию.

## Предпосылки
Уже через три месяца после начала японо-китайской войны (1894—1895) Империя Цин начала искать пути для заключения перемирия: помимо неминуемого военного поражения причиной этому было желание императрицы Цыси прекратить военные действия до своего 60-летнего юбилея. В начале ноября 1894 года Цины предложили мирный договор на условиях признания суверенитета Кореи. Однако Япония уже не удовлетворялась этим предложением, теперь сфера её территориальных притязаний включала Ляодунский полуостров, Тайвань, о-ва Пэнху (Пескадорские) и даже прибрежную провинцию Фуцзянь и Макао.
После того, как в январе 1895 года Япония отвергла кандидатуры Чжан Иньхуана и Шао Юляня по причине «недостатка полномочий» в качестве посла со стороны Империи Цин в Симоносеки был отправлен Ли Хунчжан — наместник столичной провинции Чжили, сторонник мира и один из самых влиятельных и вместе с тем самых одиозных сановников Цинской империи. Ему были вручены полномочия «территориальных уступок», что было результатом полной безысходности Цин: они были уверены, что Япония потребует присоединение Тайваня, и после того, как Британия и Россия отвергли предложения об использовании острова как залога для кредита, приготовились к этой территориальной потере, рассчитывая сохранить «земли предков (Ляодун)».

## Подписание договора

### Ход переговоров
Переговоры проходили с 20 марта по 17 апреля 1895 года при участии бывшего американского государственного секретаря Джона Фостера, который исполнял функции советника Цинской династии. Параллельно переговорам к китайским островам продвигался японский флот, готовый немедленно приступить к оккупации приобретённых территорий.
24 марта на Ли Хунчжана было совершено нападение японским экстремистом, который ранил его в спину. Покушение на жизнь цинского дипломата вызвало бурю возмущения и вынудило японцев несколько снизить требования и согласиться на временное прекращение огня. Мирные переговоры пришлось временно приостановить. Возобновились они лишь 1 апреля. Япония потребовала уступить значительные территории (Ляодун с Ляояном, Тайвань с прилегающими островами и архипелаг Пэнху), о чём Ли Хунчжан незамедлительно сообщил в Пекин. Фактически маньчжурский делегат оказался в крайне затруднительной ситуации, когда на уступки не желали идти обе стороны. Решительная позиция представителя японской стороны Ито Хиробуми, категорически настаивавшего на передаче Тайваня, вынуждала Пекин постепенно отказаться от идеи сохранения острова: 10 апреля после четвёртой встречи Ли получил из Пекина телеграмму с позволением в крайнем случае уступить недра Тайваня, а земли и подданных оставить по-прежнему во власти Империи Цин; 12 апреля Пекин известил, что «допустимо уступить половину Тайваня, отдать ближний к Пэнху южный Тайвань», а север Тайваня по-прежнему оставить у Цин. После того как Ито Хиробуми пригрозил срывом переговоров в случае ещё одной проволочки со стороны Пекина, 14 апреля Ли Хунчжану было дозволено подписать условия мира, 17 апреля был подписан Симоносекский договор.

### Условия Договора
Договор состоял из 11 статей, согласно которым Империя Цин признавала самостоятельность Кореи, что создавало благоприятные возможности для японской экспансии в Корее; передавал Японии навечно остров Тайвань, острова Пэнху и Ляодунский полуостров; уплачивал контрибуцию в 200 млн лян; открывал ряд портов для торговли; предоставлял японцам право строительства промышленных предприятий в Маньчжурии и Китае, ввоза туда промышленного оборудования. Последний пункт, в силу принципа наибольшего благоприятствования, включённого в договоры Империи Цин с другими державами, открывал широкие возможности для экономического проникновения иностранного капитала в Китай.
Кроме того, после ратификации и обмена мирным договором обеим странам следовало немедленно послать на Тайвань чиновников высокого ранга и в течение двух месяцев обменяться документами об окончательной передаче Тайваня Японии.

## Тройственная интервенция
Условия, навязанные Японией, привели к так называемой «тройственной интервенции» России, Германии и Франции — держав, которые к этому времени уже поддерживали обширные контакты с Империей Цин и поэтому восприняли подписанный договор как наносящий ущерб их интересам. 23 апреля 1895 года Россия, Германия и Франция обратились к японскому правительству с требованием отказа от аннексии Ляодунского полуострова, которая могла бы привести к установлению японского контроля над Порт-Артуром, в то время как Николай II, поддерживаемый западными союзниками, имел собственные виды на Порт-Артур как незамерзающий порт для России.

## Последствия
Япония, обескровленная войной, была вынуждена уступить в ноябре 1895 года, получив взамен с Империи Цин дополнительную контрибуцию в 30 млн лян. Тем не менее эта вынужденная уступка была воспринята в Японии как национальное унижение, и многие японские историки придерживаются мнения, что именно это стало поворотным пунктом к превращению внешней политики Японии, прежде основанной на экономической гегемонии, к откровенному национализму, милитаризму и территориальной экспансии. Захват Тайваня, первой колонии Японии, сделал её единственной неевропейской колониальной державой в Азии, что также заметно ускорило рост имперских амбиций и колониальных притязаний Токио.
В 1898 году ослабленная империя Цин согласилась передать Порт-Артур России в концессию на 25 лет, а также предоставил России права на строительство железной дороги. Тем самым столкнулись интересы и сферы влияния России и Японии, ведь для того, чтобы иметь доступ к укреплённому району Порт-Артура, России необходимо было контролировать всю Восточную Маньчжурию, вплоть до Харбина — земли, непосредственно соседствовавшие с Кореей, которую Япония считала своей сферой влияния.
Уступка Японии по отношению к западным странам была резко отрицательно воспринята японским обществом, и с усилением милитаристских и экспансионистских кругов в Японии привела к Русско-японской войне 1904—1905.